# Actenoides
Actenoides és un gènere d'ocells de la família dels alcedínids que habita les illes d'Indonèsia, Filipines i Salomó, a més de la península de Malaca.

## Taxonomia
Segons la classificació del Congrés Ornitològic Internacional versió 13.1, 2023 aquest gènere està format per 6 espècies:
- Alció clapejat (Actenoides lindsayi)
- Alció de l'illa de Bougainville (Actenoides bougainvillei)
- Alció de Malàisia (Actenoides concretus)
- Alció de Mindanao (Actenoides hombroni)
- Alció monjo (Actenoides monachus)
- Alció príncep (Actenoides princeps)

Alguns autors però, consideren que hi ha tres espècies més, considerades per l'IOC subespècies:
- Alció de Guadalcanal (Actenoides excelsus) (=Actenoides bougainvillei excelsus).
- Alció caputxí (Actenoides capucinus) (=Actenoides monachus capucinus).
- Alció reial (Actenoides regalis) (=Actenoides princeps regalis).